# Blohm & Voss Bv P.213
De BV P.213 was een project voor een jachtvliegtuig dat werd ontworpen door de Duitse vliegtuigbouwer Blohm und Voss.

## Ontwikkeling
De BV P.213 was een ontwerp voor een zogenaamde “Miniaturjäger” (miniatuurjachtvliegtuig). Deze jachtvliegtuigen waren van eenvoudige constructie, konden snel worden gebouwd en maakten zo min mogelijk van strategische materialen gebruik. Er was door het RLM in november 1944 een specificatie uitgeschreven voor de ontwikkeling van een “Miniaturjäger”. Er moest gebruik worden gemaakt van de Argus Ar 014-pulsjetmotor. Het toestel moest in korte tijd in grote hoeveelheden kunnen worden geproduceerd. Er werden door drie fabrikanten een ontwerp ingeleverd.
De romp van het toestel was vervaardigd van gepantserd plaatstaal. De brandstoftank was achter de cockpit in de romp geplaatst. Deze kon 420 lt bevatten. Het toestel was niet voorzien van communicatieapparatuur. De vleugels waren hoog tegen de rompzijkant geplaatst. Deze waren van hout vervaardigd. De vleugels waren aan de voorrand recht uitgevoerd maar hadden aan de achterkant een kleine pijlstand naar voren.
De motor was onder een staartboom aangebracht. De motor was via een rubberen buis aan de romp bevestigd. De luchtinlaat bevond zich in de rompneus en liep onder de cockpit door. De pulsjetmotor kan pas zijn werk doen als er een bepaalde snelheid is bereikt en hierdoor moest er tijdens de start gebruik worden gemaakt van een katapult of van afwerpbare vastebrandstofraketten.
De staartsectie was van hout vervaardigd. Er was geen richtingsroer aangebracht en de hoogteroeren wezen schuin naar beneden. Er was een neuswiellandingsgestel aangebracht. Het neuswiel werd nadat het 90 graden was gedraaid achterwaarts in de romponderkant opgetrokken en het hoofdlandingsgestel voorwaarts in de romponderkant. Het geheel werd met lucht bediend. De bewapening zou bestaan uit een 30mm-MK108-kanon dat in de rompneus was aangebracht.
De prestaties van de P.213 waren na berekening minder dan van de reeds bestaande jachtvliegtuigen en het project werd niet verder ontwikkeld en geannuleerd. Het idee voor een “Miniaturjäger” werd in zijn geheel in december 1944 geannuleerd.

##### Technische specificaties
- Spanwijdte: 6 m.
- Lengte: 6,20 m.
- Hoogte: 2,28 m.
- Vleugeloppervlak: 5 m².